# Artinskiense
| Era Eratema | Periodo Sistema | Época Serie                | Edad Piso                      | Inicio, en millones de años |
| ----------- | --------------- | -------------------------- | ------------------------------ | --------------------------- |
| Paleozoico  | Pérmico         | Lopingiense Lopingiano     | Changhsingiense Changhsingiano | 254,2±0,1                   |
| Paleozoico  | Pérmico         | Lopingiense Lopingiano     | Wuchiapingiense Wuchiapingiano | 259,51±0,21                 |
| Paleozoico  | Pérmico         | Guadalupiense Guadalupiano | Capitaniense Capitaniano       | 264,28±0,16                 |
| Paleozoico  | Pérmico         | Guadalupiense Guadalupiano | Wordiense Wordiano             | 266,9±0,4                   |
| Paleozoico  | Pérmico         | Guadalupiense Guadalupiano | Roadiense Roadiano             | 274,4±0,4                   |
| Paleozoico  | Pérmico         | Cisuraliense Cisuraliano   | Kunguriense Kunguriano         | 283,3±0,4                   |
| Paleozoico  | Pérmico         | Cisuraliense Cisuraliano   | Artinskiense Artinskiano       | 290,1±0,1                   |
| Paleozoico  | Pérmico         | Cisuraliense Cisuraliano   | Sakmariense Sakmariano         | 293,52±0,17                 |
| Paleozoico  | Pérmico         | Cisuraliense Cisuraliano   | Asseliense Asseliano           | 298,9±0,2                   |
| Paleozoico  | Carbonífero     | Carbonífero                | Carbonífero                    | 358,86±0,19                 |
| Paleozoico  | Devónico        | Devónico                   | Devónico                       | 419,62±1,36                 |
| Paleozoico  | Silúrico        | Silúrico                   | Silúrico                       | 443,1±0,9                   |
| Paleozoico  | Ordovícico      | Ordovícico                 | Ordovícico                     | 486,8 ±1,5                  |
| Paleozoico  | Cámbrico        | Cámbrico                   | Cámbrico                       | 538,8±0,6                   |

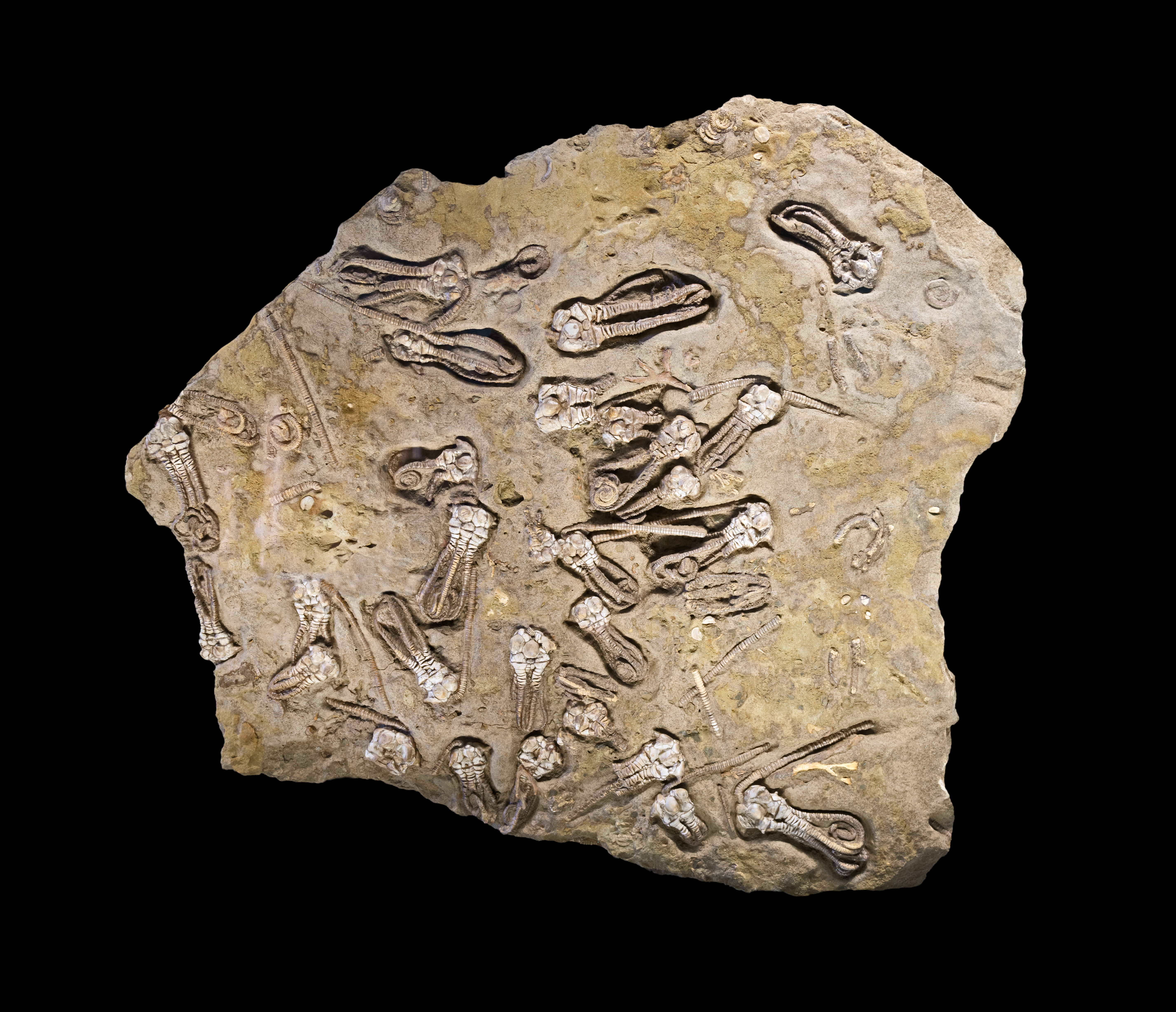
Fósiles del crinoideo Jimbacrinus bostocki, del Artinskiense de Australia.

El Artinskiense o Artinskiano es el tercer piso y edad del Cisuraliense en la escala temporal geológica. Sucede al Sakmariense y precede al Kunguriense. Se inició hace unos 290,1 millones de años y terminó hace unos 283,3 millones de años.
El Artinskiense se introdujo en la literatura científica por el geólogo ruso Aleksandr Karpinski en 1874. El nombre procede del distrito de Artinsky, en el óblast de Sverdlovsk (Rusia).

## Sección estratotipo y punto de límite global (GSSP)
La sección estratotipo y punto de límite global (GSSP) para la base del Artinskiense se encuentra en la sección de Dal’ny Tulkas (municipio de Krasnousolski, república de Baskortostán, Rusia). Se caracteriza por la primera aparición del conodonto Sweetognathus asymmetricus. El piso y el GSSP fueron aprobados por la Comisión Internacional de Estratigrafía en enero de 2022 y ratificados posteriormente por la Unión Internacional de Ciencias Geológicas en febrero del mismo año.
El techo del Artinskiense se define por la base del Roadiense, pendiente de definir por la Comisión Internacional de Estratigrafía, que se caracteriza, provisionalmente, por la primera aparición del conodonto Neostreptognathodus pnevi.

### Evento de calentamiento Artinskiense
Alrededor de hace 287 millones años ocurrió un intervalo de calentamiento pronunciado conocido como evento de calentamiento Artinskiense (AWE). Este período de calentamiento global acelerado de desglaciación que ha ocurrido desde el Sakmariense, siguiendo el fin de la fase de glaciación más intensa de la edad de hielo del Paleozoico tardío. En añadidura, es, también, asociado con un significativa sequía gradual global desde el límite Carbonífero-Pérmico. La mayor aridez durante la AWE es evidencia por una excursión δ18O positiva observada en fósiles de braquiópodos, con condiciones áridas y semiáridas expandiéndose a través de Pangea con los glaciares retraídos a las regiones polares de Gondwana.